# Buln Buln
Buln Buln è una città australiana, situata nello Stato di Victoria, nella Contea di Baw Baw. Al censimento del 2011 aveva una popolazione di 567 abitanti. Nel paese c'è una scuola primaria fondata nel 1878.